# Candocyprinotus ovatum
Candocyprinotus ovatum är en kräftdjursart som beskrevs av Magali Delorme 1970. Candocyprinotus ovatum ingår i släktet Candocyprinotus och familjen Candonidae. Inga underarter finns listade.